# ROUAGE
ROUAGE fue un grupo musical japonés parte de la escena Visual kei. Formado en a finales de 1993 en la Prefectura de Aichi, se disolvió en marzo de 2001.

## Historia
La banda se formó con Rika, Kazushi, Rayzi y Shono en diciembre de 1993; mientras que en enero de 1994 se les uniría Kika. Ya al mes siguiente lanzaron su primer sencillo llamado "SILK", y en julio lanzaron su primer disco llamado simplemente "ROUAGE". Tras diversos lanzamientos de discos, sencillos y videos la banda ganó cada vez mayor aceptación en la escena independiente del Visual kei.
Sin embargo, tras la partida del bajista Kika a principios de 1996, la banda consideró seriamente separarse. El 25 de febrero lanzaron el vhs "TOUR Risoukyou FINAL 1995.12.10 Nihon Seinenkan ~ [Kono Basho ni Shiawase wo]" documentando el que hubiera sido su último concierto. Pero el 22 de abril la historia dio un giro inesperado cuando la banda lanzó el sencillo "QUEEN" a través de Mercury Records. Esto no sólo significó la continuación de sus actividades, sino también el fin de su época como banda independiente.
El 5 de junio del mismo año lanzaron su segundo disco "Bible" y en agosto sacaron el sencillo "Insomnia", por lo que recrutaron a un nuevo bajista, llamado Yuki. En diciembre lanzaron el video "From Bible".
- Datos: Q2879274